# De Tomaso Guarà
El De Tomaso Guarà es un deportivo y el último proyecto que el fundador y propietario Alejandro De Tomaso puso en el mercado. Presentado en el Salón del Automóvil de Ginebra de 1993, estaba inicialmente disponible con carrocería cupé. Más tarde, también estuvieron disponibles un roadster y un estilo de carrocería barchetta descapotables, este último corresponde al cupé, pero sin techo y parabrisas propio. Un pequeño deflector de aire protege al pasajero y al conductor del viento que pasa y el coche debe conducirse con casco.

## Desarrollo y diseño
El Guarà se basa en el prototipo Maserati Barchetta Stradale de 1991, que estaba destinado a ser la variante legal para la calle del automóvil de carreras. Una adquisición de Maserati por parte de Fiat impidió que Alejandro De Tomaso realizara una variante del Barchetta fabricada por Maserati, ya este último cesó la producción del Barchetta bajo su nuevo propietario. Así, el coche fue fabricado por De Tomaso y recibió el nombre de Guarà, el cual fue diseñado por Carlo Gaino de "Synthesis Design", quien también diseñó el Maserati Barchetta.
La fibra de vidrio, el kevlar y otros compuestos forman la carrocería, que se ajusta a un chasis de columna vertebral hecho de aluminio. La suspensión es una reminiscencia de la tecnología de Fórmula 1 e IndyCar Series con horquilla superior e inferior independientes con suspensión delantera y trasera de varilla de empuje con juntas de roseta diseñadas por el famoso ingeniero de autos de Fórmula 1 Enrique Scalabroni. Es conocido por su manejo muy ágil, lo que lo hace demasiado "nervioso" para el conductor promedio. No tiene espacio para equipaje en absoluto, ya que el área debajo de la parte delantera es utilizada por la suspensión estilo carrera. Las ruedas grandes y distintas son fabricadas por Marchesini.
El interior está tapizado en cuero con asientos deportivos de carreras y arnés de carrera de seis puntos opcional. La mayoría de los componentes interiores se obtuvieron de BMW. Tenía la dirección y los pedales ajustados manualmente, según la posición de manejo preferida del propietario.

## Especificaciones
Las primeras variantes usaban un V8 de origen BMW M60B40 de 3982 cm³ (4 L; 243 plg³) compartido con el BMW 840Ci, debido a la incapacidad de Ford de suministrar motores para el automóvil. Posteriormente, fue modificado por De Tomaso y tenía un enrutamiento diferente de la correa de accesorios, con lo que logra desarrollar una potencia de 283 CV (279 HP; 208 kW) a 5500 rpm. Se utilizó una caja manual de seis velocidades fabricada por ZF para impulsar las ruedas traseras y tenía una palanca de cambios cerrada para facilitar los cambios de marcha. Las variantes posteriores cambiaron a otro V8 con bloque de hierro fundido de origen Ford sobrealimentado por Visteon de 4601 cm³ (4,6 L; 280,8 plg³), principalmente porque BMW eliminó al anterior. Los frenos firmados por Brembo no eran servoasistidos y eran similares a los usados en el Ferrari F40. Al igual que sus predecesores, el Guará no contaba con un sistema de dirección asistida, ya que aumentaba el peso.
Tenía un peso en seco de 1200 kg (2646 libras), con una relación potencia a peso de 235,8 CV por tonelada con el V8 de BMW. Podía acelerar de 0 a 60 mph (0 a 97 km/h) en 5.0 segundos confirmados y una velocidad máxima declarada de 274 km/h (170 mph).
| Variantes              | Cupé                               | Spider                             | Barchetta                           |
| ---------------------- | ---------------------------------- | ---------------------------------- | ----------------------------------- |
| Código de motor        | BMW M60B40                         | BMW M60B40                         | Ford Modular SVT Cobra              |
| Aspiración             | Natural                            | Natural                            | Sobrealimentado                     |
| Cilindrada             | 3982 cm³ (4 L; 243 plg³)           | 3982 cm³ (4 L; 243 plg³)           | 4601 cm³ (4,6 L; 280,8 plg³)        |
| Diámetro x carrera     | 89 x 80 mm (3,50 x 3,15 pulgadas)  | 89 x 80 mm (3,50 x 3,15 pulgadas)  | 90 x 90,2 mm (3,54 x 3,55 pulgadas) |
| Relación de compresión | 10.0:1                             | 10.0:1                             | 10.0:1                              |
| Potencia máxima        | 283 CV (279 HP; 208 kW) @ 5500 rpm | 304 CV (300 HP; 224 kW) @ 5500 rpm | 304 CV (300 HP; 224 kW) @ 6500 rpm  |
| Par máximo             | 402 N·m (296 lb·pie) @ 4500 rpm    | 431 N·m (318 lb·pie) @ 4500 rpm    | 406 N·m (299 lb·pie) @ 4800 rpm     |
| Peso en seco           | 1400 kg (3086 libras)              | 1200 kg (2646 libras)              | 1050 kg (2315 libras)               |

| 1.ª  | 2.ª  | 3.ª  | 4.ª  | 5.ª | 6.ª  | Reversa | Final |
| ---- | ---- | ---- | ---- | --- | ---- | ------- | ----- |
| 4.25 | 2.53 | 1.68 | 1.24 | 1   | 0.83 | 3.89    | 2.93  |

## Producción y ventas
Los primeros cupés se vendieron en 1994 y, con algunas interrupciones, los Barchetta todavía estaban disponibles. Se requiere el pago por adelantado en su totalidad en 2005/2006 en Italia, Austria y Suiza. Sin embargo, parece que no se fabricaron coches después de 2004, cuando la empresa se liquidó. El último coche fue encargado en 2004, el cual se entregó en 2011 después de que se completara la liquidación de De Tomaso.
Aunque las fuentes varían, se construyeron aproximadamente cincuenta y dos automóviles en total, de los cuales diez fueron los barchetta, cuatro fueron los descapotables spider y 38 fueron cupés. Los spider fueron construidos por Carrozzeria AutoSport SrL.